# Джойс Сомбрук
Джойс Сомбрук  (нід. Joyce Sombroek, 10 вересня 1990) — нідерландська хокеїстка на траві, воротар, олімпійська чемпіонка та медалістка, чемпіонка світу, чемпіонка Європи, володарка різних інших престижних нагород.

## Виступи на Олімпіадах
| Олімпіада           | Дисципліна     | Місце |
| ------------------- | -------------- | ----- |
| Лондон 2012         | хокей на траві | 1     |
| Ріо-де-Жанейро 2016 | хокей на траві | 2     |

## Зовнішні посилання
- Досьє на sport.references.com [Архівовано 15 грудня 2012 у Wayback Machine.]